# Cassà de la Selva
Cassà de la Selva település Spanyolországban, Girona tartományban. Cassà de la Selva Santa Cristina d'Aro, Llambilles, Cruïlles, Monells i Sant Sadurní de l'Heura, Llagostera, Caldes de Malavella, Sant Andreu Salou és Campllong községekkel határos. Lakosainak száma 10 943 fő (2024).

## Népesség
A település népessége az elmúlt években az alábbi módon változott:
| Lakosok száma | 1242 | 4933 | 4945 | 5220 | 7080 | 8325 | 9537 | 9922 | 10 380 | 10 943 |
|               | 1717 | 1887 | 1936 | 1960 | 1986 | 2004 | 2009 | 2014 | 2019   | 2024   |